# پولدارک (مجموعه تلویزیونی ۲۰۱۵)
پولدارک (به انگلیسی: Poldark) مجموعه تلویزیونی درام بریتانیایی-آمریکایی است که فصل اول این مجموعه تلویزیونی در ۸ مارس ۲۰۱۵ از شبکه بی‌بی‌سی وان پخش شد. اولین ۸ قسمت از این سریال (در آمریکا در قالب ۷ قسمت) بر اساس رمان تاریخی پولدارک نوشته وینستون گراهام و با اقتباس دبی هورسفیلد و به کارگردانی ادوارد بازالگت و ویل مک‌گریگور ساخته شد. قبلاً سریال تلویزیونی با همین نام و بر اساس چهار قسمت اول رومان وینستون گراهام مابین سال‌های ۱۹۷۵ تا ۱۹۷۷ از بی‌بی‌سی وان پخش شده بود.
در ۸ آوریل ۲۰۱۶ بی‌بی‌سی وان اعلام کرد که دومین فصل این سریال در حال آماده‌سازی می‌باشد، و در ۴ سپتامبر ۲۰۱۶ برای اولین بار پخش شد. در ۶ ژوئیه ۲۰۱۶، قبل از آغاز فصل دوم اعلام شد که سومین فصل این سریال در حال آماده‌سازی می‌باشد. در ۸ آوریل ۲۰۱۷ اعلام شد فیلمبرداری فصل چهارم سریال از سپتامبر ۲۰۱۷ آغاز می‌شود. فیلمبرداری پنجمین و آخرین فصل این سریال در سپتامبر 2018 آغاز و در ژوئیه 2019 منتشر شد.

## داستان
سال ۱۷۸۳ است و راس پولدارک از جنگ استقلال آمریکا به خانه بازگشته است. خانه‌ای که در بحران و رکود فرورفته است. راس پولدارک پس از بازگشت با شرایط ناامید کننده‌ای روبه‌روست و در غیاب او پدرش فوت کرده، خانه و معادنش ویران شده و نامزدش که از دوران کودکی او را دوست داشته با پسر عمویش نامزد کرده. او اکنون احساس می‌کند که همهٔ چیزهایی که دوست داشته به او خیانت کرده‌اند. راس تصمیم گرفته کارهای جدیدی را آغاز کند و به زودی دشمنانی جدید و هم‌چنین یک عشق جدید را در جایی پیدا می‌کند که انتظارش نمی‌رود.
او با زنی جوان به نام دملزا کارن در بازار ترورو آشنا می‌شود و او را به عنوان خدمتکار آشپزخانه استخدام می‌کند اما آن‌ها عاشق هم می‌شوند و در سال ۱۷۸۷ ازدواج می‌کنند. در طی پنج فصل از سریال، داستان حول زندگی راس و دملزا، الیزابت و فرانسیس و جورج وارلگان در حالی ادامه می‌یابد که با ازدواج، عشق های از دست رفته، مرگ، تولد فرزندان و جنگ دست و پنجه نرم می‌کنند.

## بازیگران

### شخصیت‌های اصلی
- ایدن ترنر در نقش کاپیتان راس پولدارک: شخصیت اصلی داستان می‌باشد و بعد از زنده ماندن از جنگ استقلال آمریکا به امید تنها عشقش، الیزابت، به خانه بازمی‌گردد ولی متوجه می‌شود که الیزابت به نامزدی پسر عمویش، فرانسیس، درآمده است.
- النور تاملینسون در نقش دملزا پولدارک:او ابتدا یک گدا بود ولی بعداً راس او را به خانه خود می‌برد تا آشپز او شود. او یه دختر شجاع و مهربان و زیبا است و در نهایت راس عاشق او می‌شود و با هم ازدواج می‌کنند.
- روبی بنتال در نقش وریتی پولدارک: دختر عموی راس و خواهر فرانسیس است. بعد از مدتی با یک کاپیتان دریایی به نام اندرو بلیمی ملاقات می‌کند و عاشق هم می‌شوند ولی خانواده او با ازدواجشان مخالف اند.
- کارولین بلکیستن در نقش Aunt Agatha
- وارن کلارک در نقش چارلز پولدارک (فصل ۱)
- فیل دیویس در نقش Jud Paynter
- بیتی ادنی در نقش Prudie Paynter
- جک فارذینگ در نقش جورج وارلگان ( دشمن راس)
- جان نتلز در نقش Ray Penvenen (فصل ۲)
- لوک نوریس در نقش دکتر دوایت انیس
- هایدا رید در نقش الیزابت وارلگان: او عشق اول راس بود ولی فکر می‌کند که او در جنگ مرده و با فرانسیس ازدواج می‌کند.
- کایل سالر در نقش فرانسیس پولدارک: پسر عموی راس می‌باشد. آنها از کودکی با هم رابطه خوبی داشته‌اند ولی بعد از ازدواج فرانسیس با الیزابت، رابطه آنها دچار لغزش می‌شود.
- گابریلا وایلد as Caroline Penvenen (فصل ۲)

### دیگر بازیگران
- Rory Wilton در نقش Richard Tonkin
- ریچارد هرینگتن در نقش Captain Andrew Blamey
- رابین الیس در نقش the Reverend Dr Halse
- ریچارد هپ در نقش Harris Pascoe
- Gracee O'Brien در نقش Jinny Carter
- Tristan Sturrock در نقش Zacky Martin
- Emma Spurgin Hussey در نقش Mrs Zacky Martin
- Ed Browning در نقش Paul Daniel
- Matthew Wilson در نقش Mark Daniel
- مکس بنت در نقش مانک ادرلی
- پیپ تورنس در نقش Cary Warleggan
- Sally Dexter در نقش Mrs Chynoweth
- John Hollingworth در نقش Captain Henshawe
- Henry Garrett در نقش Captain MacNeil
- Mark Frost در نقش Tom Carne
- Crystal Leaity در نقش Margaret Vosper
- پاتریک رایکارت در نقش Sir Hugh Bodrugan
- Michael Culkin در نقش Horace Treneglos
- Jason Thorpe در نقش Sanson (فصل ۱)
- Robert Daws as در نقش Choake (فصل ۱)
- الکساندر آرنولد در نقش Jim Carter (فصل ۱)
- سابرینا بارتلت در نقش Keren Smith (فصل ۱)
- Harriet Ballard در نقش Ruth Teague (فصل ۱)
- Mary Woodvine در نقش Mrs Teague (فصل ۱)
- Daniel Cook در نقش John Treneglos (فصل ۱)
- سباستین ارمستو در نقش Tankard (فصل ۲)
- هیو اسکینر در نقش Unwin Trevaunance MP (فصل ۲)
- Ross Green در نقش Charlie Kempthorne (فصل ۲)
- Amelia Clarkson در نقش Rosina Hoblyn (فصل ۲)
- Lewis Peek در نقش Ted Carkeek (فصل ۲)
- Rose Reynolds در نقش Betty Carkeek (فصل ۲)
- Alexander Morris در نقش James Blamey (فصل ۲)
- Isabella Parriss در نقش Esther Blamey (فصل ۲)
- تورلاک کانوری در نقش Tom Harry (فصل ۲)
- Richard McCabe در نقش Mr Trencrom (فصل ۲)

## پخش در تلویزیون منو تو
از تاریخ ۱۱ مرداد سال ۱۳۹۴ شبکه تلویزیونی من و تو شروع به پخش این سریال کرد و در تاریخ ۲۹ شهریور همان سال پخش فصل اول این سریال به اتمام رسید.